# 奥斯特维克
奥斯特维克（德語：Osterwieck，發音：[ˈoːstɐˌviːk] ⓘ）是德国萨克森-安哈尔特州哈茨县的城市，面积212.91平方千米，2023年12月31日人口为10,768人。